# Heterorachis platti
Heterorachis platti là một loài bướm đêm trong họ Geometridae.